# Psicólogo educativo

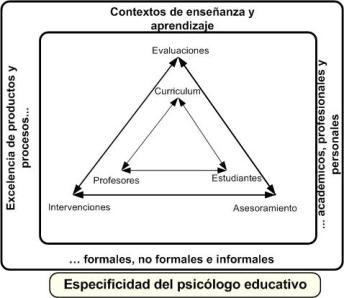
Funciones del psicólogo educativo

El psicólogo educativo es la persona licenciada o graduada en psicología, con un máster específico en Psicología Educativa (mínimo de 60 créditos ECTS), cuyas funciones diferenciadoras (distintas a las de cualquier otro profesional) son: la evaluación diagnóstica y psicoeducativa, el asesoramiento psicológico a los distintos agentes de la comunidad educativa –alumnos, profesores, padres y autoridades académicas-, la intervención psicoeducativa de tipo comunitario y la mediación, coordinación y derivación a otros profesionales, en todos los niveles educativos.

## Marco diferenciador de su ejercicio profesional
La psicología es una disciplina lo suficientemente bien desarrollada como para dar cabida a distintas especialidades -psicología clínica y de la salud, psicología del trabajo y de las organizaciones, psicología social y, por supuesto, psicología educativa.
Lo que determina la especificidad del psicólogo educativo, frente al resto de colegas psicólogos y a otros especialistas, viene constituido por un triángulo académico en cuyos vértices aparecen tres categorías: profesores, alumnos y currículos (ver gráfico). En los tres casos, el plural significa que se asume tanto su sentido estricto (concepción oficial clásica) como el más general (el propio de una sociedad de la información y del conocimiento como la actual). Además, el plural también nos indica que en nuestros días ya no se considera sin más al alumno o al profesor promedio o al currículo cerrado, cuanto la enorme variabilidad dentro del profesorado, del alumnado y de los currículos. El triángulo une sus ángulos mediante flechas bidireccionales, lo que nos indica que se están considerando ya cuádruples tipologías frente a los tradicionales binomios (profesor/alumno). Así, nos encontramos, en los diversos ámbitos educativos, con grupos de buenos profesores y alumnos (excelente enseñanza/aprendizaje); grupos de buenos profesores pero malos alumnos y grupos de malos profesores y buenos alumnos (en ambos casos, grados medios en los procesos/productos de enseñanza/aprendizaje); y grupos de malos profesores y alumnos (fracaso general en los procesos/productos de enseñanza-aprendizaje). 
Este trabajo específico del psicólogo educativo, diferente del de otros psicólogos profesionales, se realiza dentro de distintos contextos: micro, meso y macro sistemas. El microsistema hace referencia al contexto familiar, pues el ambiente, el currículum oculto, las expectativas y los comportamientos de los familiares condicionan considerablemente el desarrollo educativo de cada alumno. El mesosistema se refiere a los diversos contextos escolares de las instituciones educativas, sabiendo que cada centro influirá diferencialmente en el resultado educativo de sus alumnos al compararse con otros centros, en función de diversas variables predictoras: ubicación geográfica y “marketing” de cada centro, tipo de profesorado, tipo de alumnado, entre otras. El macrosistema tiene un carácter más general y global, remitiéndonos a la incidencia de, por ejemplo, las distintas sociedades o países en el producto educativo final. Un ejemplo ilustrativo de este nivel lo constituyen los análisis de los datos recogidos en el Informe PISA. 
Esta  perspectiva es la que constituiría la esencia de la psicología educativa en su diferenciación con la psicología escolar, para buena parte de los investigadores estadounidenses o para la división 15 de la Asociación Estadounidense de Psicología (APA).
Este campo específico del psicólogo educativo –el triángulo académico: profesores, alumnos y currículos, dentro de los micro, meso y macro sistemas-, ¿qué funciones diferenciadoras demanda?

## Funciones más específicas
Sin duda alguna la más destacada e importante es la de la evaluación formal -frente a la informal-, en tanto recogida de la información, de forma válida y fiable, referida a los tres objetivos diana del triángulo académico -dentro de sus respectivos contextos-: profesorado, alumnado y currículos. La evaluación se concentra en al menos dos grandes tipos: la diagnóstica (detección de disfunciones: discapacidad física, sensorial e intelectual; dislexia, TDA-H, TGD (TEA), etcétera) y la psicoeducativa (detección de problemas: curriculares, clima escolar, familiares, entre otros muchos). La evaluación implica detección y, gracias a ella, es posible la prevención.
Una segunda función, también muy relevante, es la del asesoramiento psicológico, frente a otros tipos de asesoramientos posibles y deseables, al ser complementarios y, por tanto, en modo alguno contrapuestos (el pedagógico, por ejemplo). Este asesoramiento psicológico ha de estar dirigido a: a) los alumnos, en sus más diversas dimensiones. Por supuesto, la intelectiva, pero también la social, la afectiva o la profesional; b) los padres, en tanto paraprofesionales, que pueden implementar programas seleccionados o desarrollados por el propio psicólogo educativo, en función de los problemas de los hijos/alumnos; c) los profesores, a los que se les ofrece apoyo psicoeducativo ante las diversas dificultades psicológicas con las que se encuentran a la hora de implantar y adaptar los currículos a la diversidad que presentan los estudiantes; d) las autoridades académicas, a las que se les ayuda en la toma de decisiones, tanto para las finalidades formativas (mejora del asunto de preocupación) como para las administrativas (necesidades de apoyo de determinados estudiantes con necesidades educativas especiales o específicas, paso de nivel, etcétera).
Una tercera función es la de la intervención comunitaria, en sus tres facetas más esenciales: la correctiva, la preventiva y la optimizadora. Si aparecen en determinados momentos y contextos conductas disruptivas, hay que llevar a cabo la intervención correctiva; si se quiere disminuir la violencia escolar, se necesitan programas de intervención preventiva terciaria; si se procede a diagnosticar precozmente determinadas dificultades de aprendizaje, el psicólogo realiza una prevención secundaria; si se lucha, con programas psicoeducativos, contra un probable fracaso escolar futuro, se pone en funcionamiento una intervención preventiva primaria. El complemento a todas estas intervenciones lo constituye un conjunto de actividades optimizadoras, encaminadas a la mejora académica, profesional, social, familiar y personal de los agentes de la comunidad educativa, muy especialmente de los discentes.
Una cuarta función o actividad específica es la de la derivación a otros profesionales de aquellos sujetos con manifiestas disfunciones, tras haber realizado la evaluación diagnóstica previa, a fin de poderse coordinar con ellos en la implementación del tratamiento. A su vez, llevará a cabo la coordinación con padres, profesores y otros profesionales, de forma que todos colaboren en el mejor y más rápido restablecimiento en cada caso.
Este segundo triángulo (ver gráfico) representaría los componentes esenciales de la psicología escolar, para algunos investigadores europeos  o para la división 16 de la APA.

## Preparación académica diferenciadora
Hoy por hoy, son los másteres específicos, es decir, profesionalizantes, los que culminan la capacitación del psicólogo educativo. La licenciatura o grado de psicología son a todas luces insuficientes (aunque necesarios –imprescindibles-), pues no están diseñados para conseguir concretamente la especialización antes señalada. Dentro de estos másteres de psicología de la educación resulta imprescindible una troncalidad, común a todos ellos, capaz de habilitar al psicólogo educativo para la realización de evaluaciones diagnósticas y psicoeducativas, asesoramientos psicológicos a la comunidad educativa y todo tipo de intervenciones comunitarias (correctiva, preventiva y optimizadora), junto con un prácticum externo (en donde se ejercitarán específicamente las funciones de coordinación, además de las de evaluación, asesoramiento e intervención) y un trabajo fin de máster. Igualmente, hay una serie de núcleos teóricos que, por su relevancia en los más diversos contextos de enseñanza/aprendizaje (formales, no formales e informales), han de ser necesariamente considerados: atención a la diversidad; prevención de drogodependencias; trastornos del desarrollo; trastornos del aprendizaje; las nuevas tecnologías aplicadas a los contextos educativos; análisis e interpretación de los datos, entre otros. Sólo de esta forma, el psicólogo educativo, se hallará en condiciones de poder satisfacer adecuadamente las demandas reales de los diferentes centros educativos.